# Ka'roo
Ka'roo är ett pusselspel för PC med inslag av både action och strategi. Det utvecklades av Fakt-Software och publicerades av Swing! Entert@iment Media AG år 2000. Spelet går ut på att hjälpa kängurun Joe att samla kristaller på tid medan man på vägen löser olika pussel i ökande svårighetsgrad. Inför varje bana beskriver Joe de problem man har att lösa. Spelet innehåller sammanlagt 80 banor uppdelat på 6 nivåer. Varje nivå har sitt tema - Forest, Castle, Water, Egypt, Space och Candy.